# سیستم علامت دهی شبکه خصوصی دیجیتال
سیستم علامت دهی شبکه خصوصی دیجیتال ( DPNSS ) یک پروتکل شبکه است که برای اتصال به PABX، روی خطوط ترانک دیجیتال استفاده می شود. این سیستم، مجموعه تعریف شده ای از امکانات بین شبکه ای را پشتیبانی می کند.
DPNSS در ابتدا توسط شرکت مخابرات انگلیس تعریف شد. مشخصات پروتکل در BTNR188 تعریف شده است. مشخصات پروتکل، در حال حاضر، تحت نظر کمیته Network Interoperability Consultative Committee قرار دارد.

## تاریخچه
DPNSS در اوایل دهه 1980 توسط BT یا قبل از آن، اداره پست ارتباطات از راه دور، اولاً به رسمیت اینکه محصول در حال ظهور مدار خصوصی دیجیتال با نرخ اولیه "Megastream" مجبور بود برای خرید داده و صدا به بازار بپردازد و دوماً به دلیل بازار PBX که بسیار مهمتر است، توسعه یافته است . در آن زمان ، BT تعیین می کرد که چه نوع علامت دهی ای می تواند در خطوط اجاره ای خود استفاده شود و، در حالی که فقط سود جزئی ای از فروش PBX داشت ، اما تولیدکنندگان PBX از وی درخواست تولید استاندارد برای جلوگیری از ایجاد انبوهی از پروتکل های PBX متناقض در حال توسعه را داشتند. طبق قوانین آزادسازی آن زمان (1979) ، BT از ساخت ، فروش یا عرضه بیش از 200 اکستنشن PBX منع شد. PBX های دیجیتال ( مبتنی بر PCM) با Plessey PDX (نسخه مجاز ROLM CBX) و GEC SL1 (نسخه مجاز شمالی مخابراتی SL1) تازه شروع به ورود به عرصه بازار کرده بودند. تشخیص داده شد که مشتریان شرکتی مایلند این سیستم ها را در سراسر کشور به هم متصل کنند. در آن زمان، علامت دهی بین گره ای "CAS " کند بود و سیگنالینگ بین ثبتی MF5 ، ساخته شده از پروتکل های سیگنالینگ PSTN ، پیچیده بود و از ویژگی های کافی پشتیبانی نمی کرد. همچنین پشتیبانی از DPNSS به عنوان پروتکل سیگنالینگ خود BT خدمات مدار خصوصی BT را از خدمات رقیب Mercury Communications متمایز می کند. DPNSS یک همکاری فعال (و موفقیت آمیز) بین تولیدکنندگان PBX و BT بود که به آرامی شروع به کار کرد (BT و Plessey) اما به سرعت با MITEL ، GEC ، Ericsson ، Philips و در نهایت با Nortel همه به هم پیوستند تا یک پروتکل قدرتمند و غنی را ایجاد کنند. BT و برخی از تولید کنندگان بریتانیا از DPNSS در برابر ECMA و CCITT (ITU) دفاع کردند اما در نهایت توسط نهاد های استاندارد، به نفع Q931 و QSIG منسوخ شد. با این وجود ، ظرافت پروتکل و سازگاری آن با ویژگی های PBX ، باعث شد که DPNSS در اروپا، در مقایسه با رشد کندتر Qsig، رشد بیشتری کند. همچنین تلاش هایی (در طول سال 1984) برای بردن DPNSS به آمریکای شمالی وجود داشت. متأسفانه به نظر می رسد ساختارهای ایجاد استاندارد در آمریکای شمالی مانع از همکاری تولید کننده برای پیشرفت است و نهاد استاندارد ANSI علاقه ای به ایجاد استانداردهای تعامل PBX ندارد. نسخه 1 BTNR188 (DPNSS) در سال 1983 صادر شد. آخرین نسخه DPNSS که نسخه 6 بود در سال 1995 منتشر شد که شامل سازگاری با ویژگی های ISDN منتشر شده در V5 بود. یک نسخه سبک از DPNSS (که همان APNSS است) با استفاده از ترانک های آنالوگ (گاهی اوقات فشرده) و یک مودم برای پشتیبانی از سیگنالینگ کانال D ساخته شد.

## مروری بر پروتکل
لایه 1 (CCITT) ITU-G703 رابط فیزیکی و الکتریکی را تعریف می کند. G704 ساختار فریم 2،048 مگابایت ارسال شده از طریق پیوند را تعریف می کند. G732 تخصیص آن ساختار فریم را به 32 کانال گسسته 64Kbit تعریف می کند ، که 0 به ترازبندی فریم ها و 16 (فقط طبق قرارداد) به علامت دهی کانال مشترک اختصاص دارد. گفتار به صورت G711 حمل می شود. لایه 2 در تایم اسلات 16، 64Kbs به عنوان HDLC LAPB عمل می کند،تا 60 PVC و یا DLC (اتصالات پیوند داده ها) (30 تا برای ارتباط با کانال های حامل و 30 تا برای پیام های غیر مرتبط) ساپورت می کند. همانطور که در توضیحات ذکر شده است. بنابراین، در عملکرد حداکثر، هر کانال ترافیک می تواند دو کانال داده همزمان برای پیام ها داشته باشد. توجه داشته باشید که HDLC به عنوان یک سیستم مالتی پلکس آماری عمل می کند. وقتی دلتای ترافیک کم باشد ، یک پیام برقراری تماس به تمامی 64 کیلوبایت دسترسی خواهد داشت (باعث ایجاد سربار می شود). DPNSS یک پروتکل لایه 3 است که به عنوان علامت دهنده کانال عمومی عمل می کند. عملکرد به سطوح مختلف تقسیم می شود (به طرز عجیبی هیچ ارتباطی با لایه های OSI ندارد). سطح 1 تا 6 با برقراری تماس ساده (برقراری تماس / قطع تماس) سرو کار دارد و حداقل شرایطی است که می توان گفت PBX با DPNSS سازگار است. سطوح دیگر به ویژگیهای تلفن ، خدمات تکمیلی یا ویژگیهای اداری اختصاص می یابد. توجه داشته باشید که پشتیبانی از "سطوح" توسط PBX لزوماً افزایشی نیست. بعضی از سطوح به هم وابسته هستند اما یک PBX ممکن است پشتیبانی برخی از سطوح را حذف کند (بالاتر از 6) و از برخی دیگر پشتیبانی کند.
DPNSS یک پروتکل اجباری است بنابراین هر دستورالعمل صادر شده باید با پاسخ مناسب از PBX دیگر مواجه شود در غیر این صورت پیام مجدداً ارسال می شود (تا زمان انقضا تایمر). این بدان معنی است که هنگام کار دو PBX ، ویژگی های مورد استفاده در PBX A باید توسط PBX B تأیید شوند حتی اگر آن ویژگی پشتیبانی نشود. DPNSS پیام های پروتکل خود را به عنوان رشته های کوتاه متن IA5 حمل می کند. بنابراین تفسیر به شکل بومی آن بسیار آسان تر از Q931 / Qsig یا H323 / H450 است و پیش درآمدی برای قالب ساده زبان SIP است.

## ملاحظات عملی
از آنجا که HDLC می تواند در محیط داده های کاملاً ضعیف (ارور خورده) با موفقیت کار کند، DPNSS بر روی یک پیوند 2 مگابیت بر ثانیه بدون هماهنگی مناسب (بصورت همزمان) و بر روی اتصالات بی کیفیت (از جمله اتصالاتی که به صورت بدی پایان یافته اند) کار خواهد کرد. هنگام تنظیم PBX برای اجرای اتصال DPNSS ، یک انتهای آن باید به عنوان انتهای اولیه یا "A" تعریف شود. این یک الزام از طرف پروتکل است و هیچ ارتباطی با همگام سازی لینک ندارد. با این وجود، چنین لینک هایی که به صورت بدی همگام شده اند، به دلیل مشکلات مربوط با ارسال فکس ها و یا دیگر ارتباطات بر پایه مودم؛ که به طور مشخص در پروتکل ذکر نشده اند باعث نا امیدی شدند.

## DPNSS و VoIP
برای پروتکلی که شروع آن دهه 1980 بود، DPNSS بطور طبیعی فاصله زیادی با VoIP دارد. با این حال، بسیاری از PBX های ترکیبی VoIP که از تولید کنندگان در سراسر جهان در دسترس هستند، کارتهای ترانک DPNSS را ارائه می دهند. در مواردی که این کار را نکنند ، تبدیل پروتکل ضروری است. تجهیزات موجود در بازار توانایی تبدیل از DPNSS به Q.Sig را دارند. توجه داشته باشید که تونل کردن DPNSS و PCM مربوط به آن (G711) از طریق شبکه IP نیز امکان پذیر است. این می تواند نقطه به نقطه ای باشد زمانی که، شبکه IP مکالمه صدای بسته بندی شده N x 64 Kbs و یک کانال علامت دهی IP جداگانه را برای حمل علامت دهی 64Kb تصوری از DPNSS دارد. یک راه حل پیچیده تر، استفاده از هوش در لبه شبکه IP برای هدایت صدا به گره مورد نظر است. این VPN صوتی است. توجه داشته باشید که این مورد نباید با "Voice VPN"، همان VOIP قبلی، که با مسیریابی تماس ها در یک سیستم سوئیچ TDM، اغلب Nortel DMS100 و گره های PBX مشتریان، اشتباه گرفته شود.

## انتقادات
برخی از منتقدان DPNSS معتقدند که زیادی آزادانه تعریف شده است و در تفسیر قالب ها و تایمرهای پیام، آزادی عمل زیادی را می دهد. همچنین گاهی اوقات به اشتباه برداشت می شود که DPNSS نیمه اختصاصی است و تنها PBX هایی با سازنده یکسان امکان اتصال دارند. برای مثال؛ زیمنس به زیمنس متصل می شود، میتل به میتل متصل می شود و ... . تجربه نشان می دهد که چنین نیست و پلت فرم FeatureNet BT (Nortel's DMS100) که DPNSS را اجرا می کند ، با موفقیت با بسیاری از انواع PBX موجود در انگلیس ارتباط برقرار کرده است. علاوه بر آن، به عنوان بخشی از اولین اجرای تجاری DPNSS (در شبکه تلفنی دولت یا GTN در سال 1983)، BT اصرار داشت که هسته اصلی شبکه از PBX هایی با سازنده های متفاوت ساخته شود تا قابلیت همکاری در زندگی واقعی را ثابت کند.

## موارد مشابه
- سیستم علامت دهی دسترسی دیجیتال 1 (DASS1) (منسوخ شده)
- سیستم علامت دهی دسترسی دیجیتال 2 (DASS2) (منسوخ شده)
- QSIG (در ISO معادل DPNSS، با استفاده از Q.931 و ROSE پروتکل های. به طور گسترده ای در بقیه اروپا استفاده می شود).
- سیستم مشترک دیجیتال شماره 1 (DSS1) رابط ISDN PBX اغلب برای PBX متصل به PRA (جدید) استفاده می شود
- پروتکل شروع جلسه (SIP) SIP اغلب برای PBX متصل به IP استفاده می شود